# San Michele sconfigge gli angeli ribelli
Il San Michele sconfigge gli angeli ribelli è un dipinto, olio su tela di (419x283 cm) di Luca Giordano databile 1666 circa e conservato presso il Kunsthistorisches Museum di Vienna.

## Storia e descrizione
L'opera fu eseguita molto probabilmente durante il periodo veneto del Giordano e sono evidenti nella tela le due forti influenze che il pittore napoletano ebbe durante la sua vita. La parte inferiore del dipinto, caratterizzata dalla presenza dei demoni sconfitti dall'arcangelo Michele, mostra nei tratti chiaroscurali della scena una chiara impronta riberesca; mentre la parte superiore, caratterizzata dalla figura del santo, mostra evidenti influssi della pittura veneziana.
L'immagine di san Michele rispecchia quella dell'iconografia classica, mostrandolo per l'appunto alato, con una spada, con abito celeste e mantella rossa; intento a scacciare i demoni venuti dagli inferi sulla terra. Le uniche differenze che vi sono con un altro dipinto a medesimo soggetto, eseguito sempre dal Giordano qualche anno prima (1663) ed ora conservato presso il Gemäldegalerie di Berlino, è che in quest'opera di Vienna il santo è ritratto con in mano una spada anziché una lancia e che questi non ha il capo scoperto ma bensì munito di elmo.